# Pseudacteon
Pseudacteon (англ. Fire ant decapitating flies) — род паразитических мух горбаток из подсемейства Metopininae, имеющих большое значение как средство борьбы с опасными огненными муравьями. Около 70 видов, из них 22 атакуют огненных муравьёв комплекса S. saevissima, а 23 вида атакуют огненных муравьёв комплекса S. geminata.

## Распространение
Встречаются повсеместно, главным образом, в Южной Америке. В Европе известно 6 видов.

## Описание
Мелкие крупноглазые мухи длиной около 1 мм, чьё развитие происходит в теле муравьёв. После окукливания паразита у муравья отпадает голова (отсюда и английское название этих мух: «Fire ant decapitating flies»). Взрослые особи с горбатой спиной и редуцированным жилкованием крыльев. Самки мух Pseudacteon имеют полностью развитые крылья и уникальные и сильно склеротизированные наружные яйцеклады. Яйцеклад отличается по внешнему виду у каждого вида и может быть использован для отличия одного вида от другого. Самцы иногда меньше самок. Личинки многих видов являются паразитами муравьёв родов Lasius, Formica, Solenopsis, Nylanderia, Attini, Ecitoninae
, Linepithema и других. 27 видов рода Pseudacteon отмечены как паразиты муравьёв рода Solenopsis. Виды Pseudacteon tricuspis and Pseudacteon curvatus были интродуцированы из Южной Америки в южные штаты США для биологической борьбы с огненными муравьями. В присутствии мух Pseudacteon муравьи Solenopsis geminata в целях безопасности сокращают свою фуражировку.
Известно, что мухи-горбатки рода Pseudacteon не привлекаются в большом количестве ничем, кроме муравьёв-хозяев. Многие горбатки являются универсалами-генералистами, питаясь медвяной росой, соком растений, нектаром и мёртвыми насекомыми, и взрослые особи Pseudacteon также, вероятно, являются универсалами.

### Преимагинальные стадии развития
Яйцо: Яйца примерно 130 мкм в длину и 20 мкм в ширину, торпедообразной формы. Самка откладывает от 200 до 300 яиц.
Личинки: Ранние стадии похожи на обычных личинок, прозрачны, по мере созревания они становятся более широкими, плоскими и мутно-белыми.
Куколка: Куколка непрозрачная и белая, расширяется в задней части, заполняя голову хозяина и прилегая к ней. Первые три передних сегмента склеротизированы и имеют коричневый цвет. Одна пара противоположно расположенных дыхательных рогов выходит из-за склеротизированной области головы. Пупарий формируется в углублении головы муравья-хозяина.

### Жизненный цикл
Взрослая спарившаяся самка парит над фуражирующими рабочими и во время быстрой атаки наносит муравью удар яйцекладом по грудной клетке, откладывая яйцо в тело муравья. Эти удары часто происходят очень быстро, менее чем за секунду. После того как личинка вылупится, она перемещается в голову муравья и потребляет в основном гемолимфу до момента окукливания после третьего возраста. В течение этого времени рабочие муравьи ведут себя нормально до момента окукливания. Когда личинка готова к окукливанию, она выделяет химическое вещество, вероятно, фермент, который разрушает мембраны, удерживающие экзоскелет муравья вместе. Затем личинка съедает содержимое головы муравья, после чего голова обычно отпадает от тела. Посредством серии повторяющихся расширений тела личинка заставляет ротовые органы умершего муравья отделиться от головы, хотя иногда они отделяются не полностью. Во время окукливания первые три сегмента тела личинки становятся склеротизированными и сливаются в единую пластину. Эта пластина заполняет ротовую полость, в которой ранее находились ротовые части муравья. Через несколько дней с боков пупария появляются две дыхательные структуры. Взрослая муха выходит из головы муравья (из ротовой полости) через 2—6 недель после окукливания. Общее время развития составляет от 4 до 12 недель, в зависимости от температуры, а время пребывания во взрослом состоянии составляет только около 3—5 дней из этого времени.
В лабораторных условиях самки мух нападают со скоростью несколько рабочих муравьёв в минуту и могут находиться в течение часа или более при неограниченном количестве хозяев. Самки могут нападать чаще, если потенциальные хозяева многочисленны. Однако некоторые атаки оказываются неудачными. Только 11—35 % попыток яйцекладки приводят к успешному паразитизму и развитию личинок в лабораторных условиях. В родной Аргентине максимальный уровень паразитизма на колонию S. invicta мухами-форидами составляет около 2,8 %.
Необычный механизм определения пола существует у нескольких видов Pseudacteon, где пол определяется размером головной капсулы, в которой происходит окукливание. Из крупных муравьёв появляются самки мух, а из мелких — самцы. Самки Pseudacteon привлекаются к рабочим муравьям в разрушенных муравейниках, брачных полётах или на кормовых тропах. У некоторых видов Pseudacteon самцы также привлекаются к муравьям-хозяевам, где происходит спаривание Pseudacteon. Однако у других видов Pseudacteon самцы не были собраны вблизи муравьёв-хозяев (хотя самки там могут быть в изобилии), и спаривание, очевидно, происходит в другом месте.

## Генетика
Диплоидный набор хромосом у исследованных видов равен 2n=6 (P. curvatus, P. nocens, P. tricuspis).

## Биологический контроль
Мухи Pseudacteon используются для борьбы с огненными муравьями. Инвазивные огненные муравьи присутствуют в США примерно с 1918 года. В их родном ареале в Южной Америке популяции огненных муравьёв гораздо малочисленнее, чем в Соединенных Штатах. Портер (1998) полагает, что такое различие в плотности популяции связано с отсутствием естественных врагов в их адвентивном ареале. В дополнение к прямому воздействию паразитизма, присутствие мух Pseudacteon, как было показано, прерывает фуражировку огненных муравьёв, вызывая немедленное оборонительное и уклоняющееся поведение. Способность огненных муравьёв распознавать мух Pseudacteon и их сильная реакция на присутствие мух усилили интерес к использованию Pseudacteon spp. для биологического контроля. Примерно в 1994 году попытки импортировать мух Pseudacteon начались с инициирования двух отдельных исследовательских программ, одна из которых проводилась отделом по изучению огненных муравьев USDA-ARS в Гейнсвилле (штат Флорида), а другая — в Техасском университете в Остине (штат Техас). 
Первый успешный выпуск мух-горбаток рода Pseudacteon произошел в 1997 году с выпуском Pseudacteon tricuspis во Флориде. С 1997 года USDA-ARS, Техасский университет и USDA-APHIS в сотрудничестве с 11 штатами выпустили шесть различных видов Pseudacteon в многочисленных местах на юге США. Пять других видов, Pseudacteon curvatus, Pseudacteon litoralis, Pseudacteon obtusus, Pseudacteon nocens и Pseudacteon cultellatus, впоследствии были выпущены в местах обитания огненных муравьёв. Биологический контроль инвазивных огненных муравьёв — это постоянная работа, которая также включает в себя различные другие паразитоиды и патогены, включая микроспоридий, вирусы и других паразитов. Виды Pseudacteon не являются коммерчески доступными. Однако отдельные виды Pseudacteon массово разводятся и выпускаются на волю во многих юго-восточных штатах США. По оценкам, P. tricuspis в настоящее время встречается в 65 %, а P. curvatus может встречаться в 90 % ареала инвазивных муравьёв S. invicta/S. richteri на юго-востоке США. Два других вида — P. litoralis и P. obtusus — были выпущены и прижились в некоторых локализованных районах, и планируется выпуск ещё нескольких видов.

## Классификация
Описано около 70 видов мух горбаток рода Pseudacteon, который включают в подсемейство Metopininae:
- Pseudacteon aduncus Borgmeier, 1969
- Pseudacteon affinis Borgmeier, 1962
- Pseudacteon amuletum Plowes et al., 2009[15]
- Pseudacteon andinus Plowes et al., 2009
- Pseudacteon annulus Plowes et al., 2009
- Pseudacteon antiguensis (Malloch, 1912)
- Pseudacteon arcuatus Borgmeier, 1969
- Pseudacteon bifidus Brown & Morrison, 1999
- Pseudacteon bispinosus Borgmeier & Prado, 1975
- Pseudacteon borgmeieri Schmitz, 1923
- Pseudacteon botulpalpatus Disney & Mikhailovskaya, 2000
- Pseudacteon brevicauda Schmitz, 1925
- Pseudacteon browni Disney, 1991
- Pseudacteon bulbosus Brown, Folgarait & Gilbert, 2003
- Pseudacteon calceoliformis Liu & Disney, 2022[29]
- Pseudacteon calderensis Calcaterra, 2007[33]
- Pseudacteon californiensis Disney, 1982
- Pseudacteon carli Disney, 2010[12]
- Pseudacteon catarinae Plowes et al., 2009[15]
- Pseudacteon charnayensis Disney & Withers, 2009[31]
- Pseudacteon claridgei Disney, 2000
- Pseudacteon comatus Borgmeier, 1925
- Pseudacteon confusus Disney, 2009
- Pseudacteon conicornis Borgmeier, 1962
- Pseudacteon convexicauda Borgmeier, 1962
- Pseudacteon crawfordi Coquillett, 1907
- Pseudacteon crinifer Beyer, 1966
- Pseudacteon cultellatus Borgmeier, 1925
- Pseudacteon curriei (Malloch, 1912)
- Pseudacteon curvatus Borgmeier, 1925
- Pseudacteon dentiger Borgmeier, 1962
- Pseudacteon disneyi Pesquero, 2000[34]
- Pseudacteon dorymyrmecis Borgmeier, 1925
- Pseudacteon fennicus Schmitz, 1927
- Pseudacteon formicarum (Verrall, 1877)
- Pseudacteon fowleri Pesquero, 2000[34]
- Pseudacteon furvicolor (Beyer, 1959)
- Pseudacteon genebrae Mattos & Orr, 2002
- Pseudacteon grandis Greene, 1940
- Pseudacteon hexasetalis Liu & Cai, 2013
- Pseudacteon hippeus Plowes et al., 2009[15]
- Pseudacteon inticlinatus Liu & Disney, 2022[29]
- Pseudacteon javensis (Brues, 1915)
- Pseudacteon lenkoi Borgmeier & Prado, 1975
- Pseudacteon linzhiensis Liu & Disney, 2022[29]
- Pseudacteon litoralis Borgmeier, 1925
- Pseudacteon lonicauda Borgmeier & Prado, 1975
- Pseudacteon lontrae Mattos & Orr, 2002
- Pseudacteon lundbecki Schmitz, 1924
- Pseudacteon lusitanus Schmitz, 1938
- Pseudacteon microbrowni Disney, 2010[12]
- Pseudacteon nocens Borgmeier, 1926
- Pseudacteon notocaudatus Plowes, Folgerait & Gilbert, 2015
- Pseudacteon nudicornis Borgmeier, 1925
- Pseudacteon obtusatus Liu & Cai, 2013
- Pseudacteon obtusitus Plowes, Folgerait & Gilbert, 2015
- Pseudacteon obtusus Borgmeier, 1925
- Pseudacteon onyx Steyskal, 1944
- Pseudacteon palpatus Schmitz, 1938
- Pseudacteon parviflavus Liu & Disney, 2022[29]
- Pseudacteon pesqueroi Pereira, Delabie & Bravo, 2015
- Pseudacteon pradei Borgmeier, 1925
- Pseudacteon pullum Michailovskaya, 1995[35]
- Pseudacteon pusillus Borgmeier, 1938
- Pseudacteon quadrisetalis Liu & Cai, 2013
- Pseudacteon quinni Plowes et al., 2009[15]
- Pseudacteon reticulatus Liu & Disney, 2022[29]
- Pseudacteon robustisetosus Liu & Disney, 2022[29]
- Pseudacteon rudisetosus Disney & Mikhailovskaya, 2000
- Pseudacteon setipalpatus Disney & Mikhailovskaya, 2000
- Pseudacteon setosus Disney & Mikhailovskaya, 2000
- Pseudacteon spatulatus (Malloch, 1912)
- Pseudacteon shennongjianus Liu & Disney, 2022[29]
- Pseudacteon simplex  Borgmeier, 1969
- Pseudacteon solenopsidis  (Schmitz, 1914)
- Pseudacteon spatulatus (Malloch, 1912)
- Pseudacteon tianmuensis Liu & Disney, 2022[29]
- Pseudacteon trapeziformis Zhang & Liu, 2019[36]
- Pseudacteon tricuspis Borgmeier, 1925
- Pseudacteon tubiceroides Disney, 2000
- Pseudacteon wasmanni (Schmitz, 1914)
- Pseudacteon yunnanensis Liu & Disney, 2022[29]